# Перес, Мариэла
Мариэла Перес Брангер (исп. Mariela Pérez Branger) (род. 14 февраля 1946 года) — венесуэльская фотомодель, Мисс Венесуэла 1967 года, первая вице-мисс на конкурсе Мисс Вселенная 1967.

## Мисс Венесуэла
Мариэла Перес Брангер родилась в День всех влюблённых, 14 февраля, в 1946 году. 
Когда Мариэле исполнился двадцать один год, она представляла штат Варгас на конкурсе красоты Мисс Венесуэла. Победа досталась именно ей. Корону Мариэле Перес передала победительница прошлого года Магали Беатрис Эги.

Через месяц Мариэла представляла свою страну на конкурсе Мисс Вселенная. Финал состоялся 15 июля 1967 года в Майами. За Мариэлу Перес болела вся Венесуэла. Но победа досталась не ей. Судьи отдали предпочтение американке Сильвии Хичкок. Представительница Венесуэлы заняла второе место.
Но в своей стране Мариэла оставалась королевой целый год. И только 25 июня 1968 года она передала корону Пегги Копп.

## Дальнейшая жизнь
В декабре 1970 года Мариэла Перес вышла замуж за доминиканского бизнесмена Хосе Мария Вичини. В 1978 году родился их первенец Хосе Леопольдо. А через пять лет у него появился брат Марко Антонио. Семья переселилась в Санто-Доминго. 
Мариэла иногда приезжает на родину, где по-прежнему остается королевой каракасского общества. 
Она была и остаётся иконой красоты и стиля как в Венесуэле, так и за её пределами.

В 2001 году Мариэла Перес была в составе жюри конкурса Мисс Венесуэла-2001.